# Élection présidentielle de 2011 en république démocratique du Congo
L'élection présidentielle congolaise de 2011 est organisée le 28 novembre 2011 dans le cadre des élections générales (présidentielle et législatives) prévues par la Constitution de la république démocratique du Congo, le mandat de cinq ans du président Joseph Kabila arrivant à échéance le 6 décembre 2011. Les résultats de l'élection présidentielle ont été officialisés le 16 décembre 2011, proclamant Joseph Kabila réélu à 48,9 % contre Étienne Tshisekedi, 32,3 %.

## Mode de scrutin

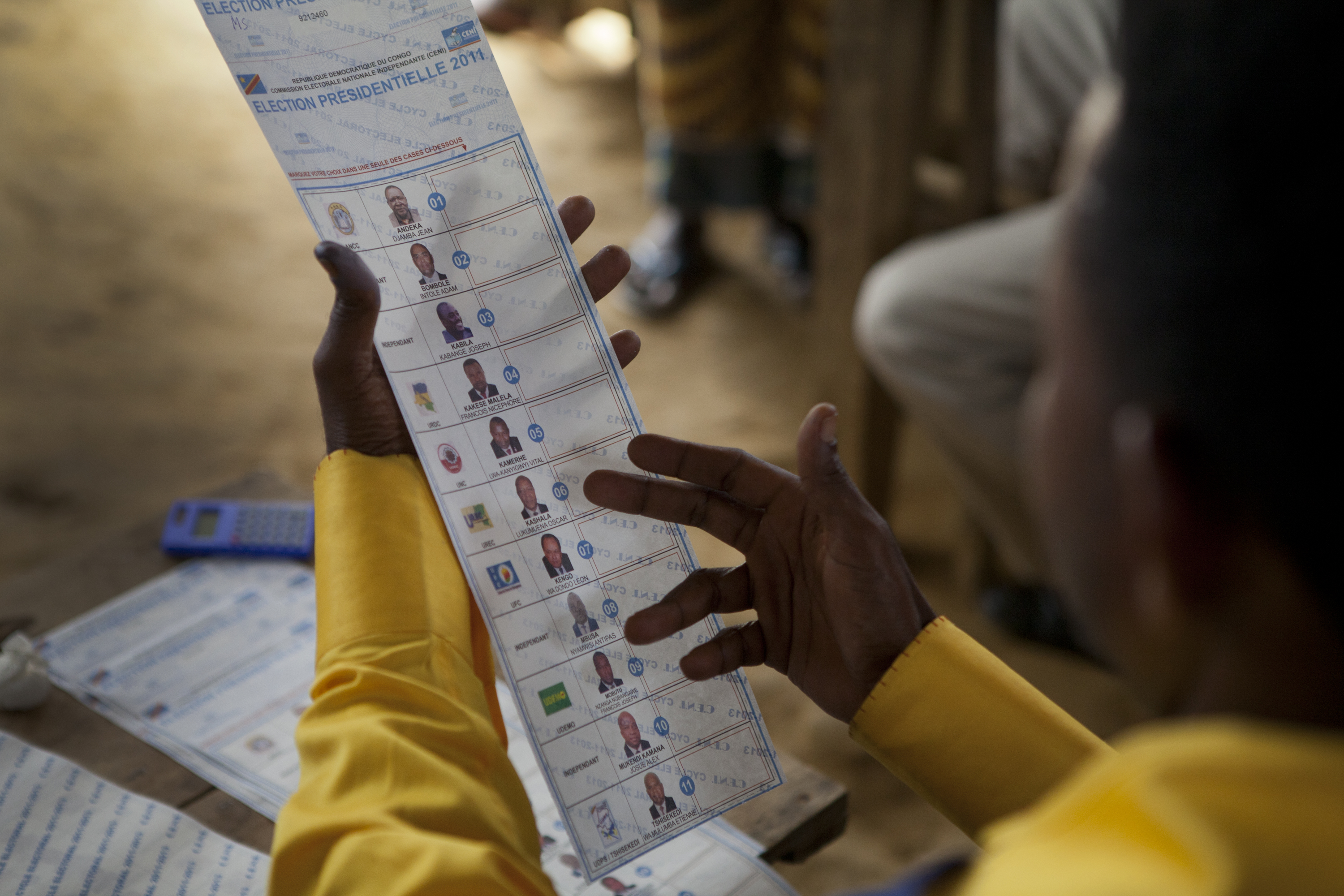
Bulletin de vote utilisé

Le président de la république démocratique du Congo est élu lors de cette élection au scrutin uninominal majoritaire à un tour pour un mandat de cinq ans renouvelable une seule fois. Selon la mouture initiale de la Constitution de 2006, l'élection présidentielle devait se dérouler en deux tours, les 27 novembre 2011 puis 26 février 2012 (communication de la CEI en août 2010). Selon l'article 65 de la constitution, le président reste en fonction jusqu’à la fin de son mandat qui, sauf cas de force majeure reconnue et déclarée par la Cour constitutionnelle, doit coïncider avec la prise de fonction effective de son successeur élu. Si le mandat présidentiel expire sans qu'un nouveau président soit élu, le président sortant reste ainsi en place jusqu'à l'organisation du scrutin.
Le 15 janvier 2011, sur l'initiative du président Joseph Kabila, le Parlement congolais (Chambres haute et basse) a voté une révision de la Constitution de 2006. Une de ces modifications vise à adopter une élection présidentielle à majorité simple, lors d'un seul tour. Au lieu d'une élection a deux tours, avec majorité absolue.
Le motif invoqué était celui de réduire le coût du scrutin ; alors que l'opposition y voyait un avantage arrangé par le président sortant, pour être réélu plus facilement face à une opposition divisée.
Le 30 avril 2011, la CENI annonçait finalement que l'unique tour du scrutin présidentiel se tiendrait le lundi 28 novembre 2011, en même temps que les élections législatives de 2011 (députés nationaux). Alors que la Constitution prescrit une nouvelle élection 90 jours avant l'échéance du mandat courant, la CENI n'a pas pu programmer une date en septembre, invoquant la lenteur de la révision des listes électorales et des problèmes matériels.

## Candidats à la présidence
- Jean Andeka Djamba (ANCC)[5]
- Adam Bombole (indépendant)[6]
- Joseph Kabila (indépendant), président sortant[7],[8]
- Nicéphore Kakese (URDC)[9]
- Vital Kamerhe (UNC)[10]
- Oscar Kashala (UREC)[11]
- Léon Kengo (UFC)[12],[9]
- Antipas Mbusa (RCD/KML)[5],[13]
- Nzanga Mobutu (UDEMO)[10]
- Josué Alex Mukendi (indépendant)[5]
- Étienne Tshisekedi (UDPS)[14]

## Campagne électorale
La campagne électorale a été officiellement lancée le 28 octobre 2011. Des violences sont depuis lors observées dans le pays.
L'organisation du scrutin dans ce vaste pays se révèle d'une grande complexité.
Joseph Kabila semble en bonne position pour être réélu, bénéficiant notamment du soutien des onze gouverneurs de province. Mais il ne jouit pas d'une forte popularité. Face à lui, l'opposition est divisée. Étienne Tshisekedi, populaire, semble le plus à même de battre le président sortant.

### Galerie

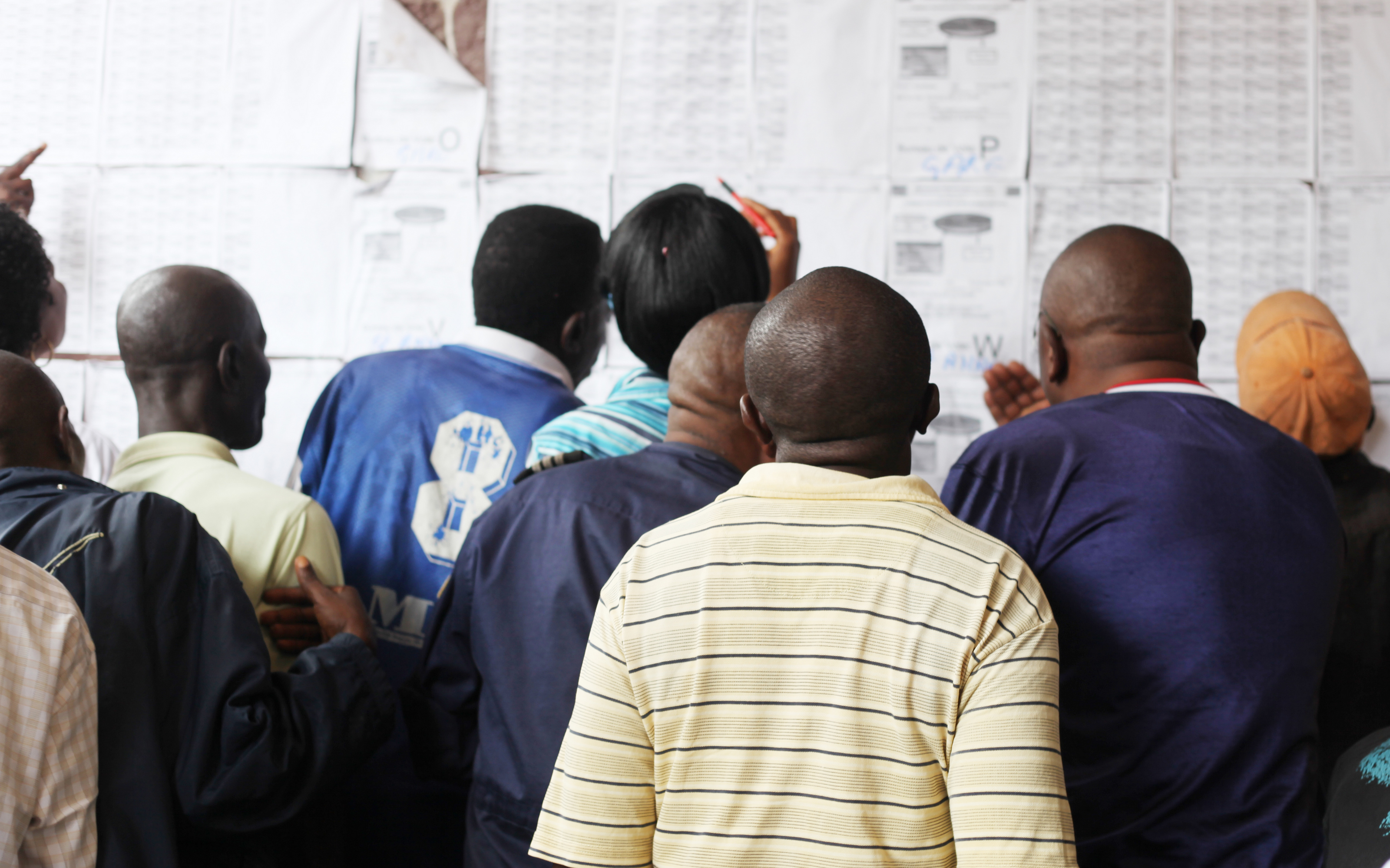
Électeurs cherchant leurs noms sur les listes pour trouver leurs bureaux de vote
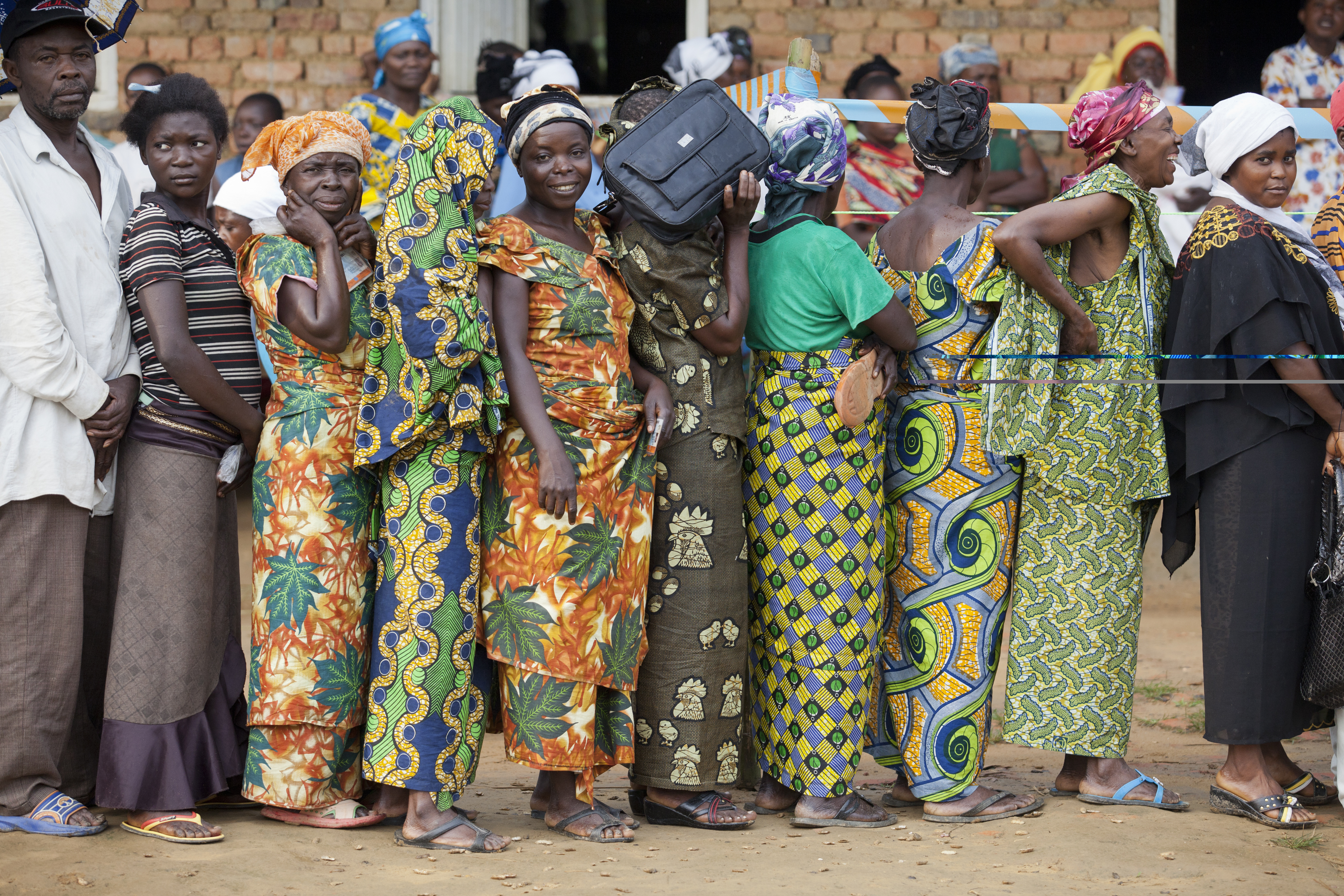
File d'attente dans un bureau de vote
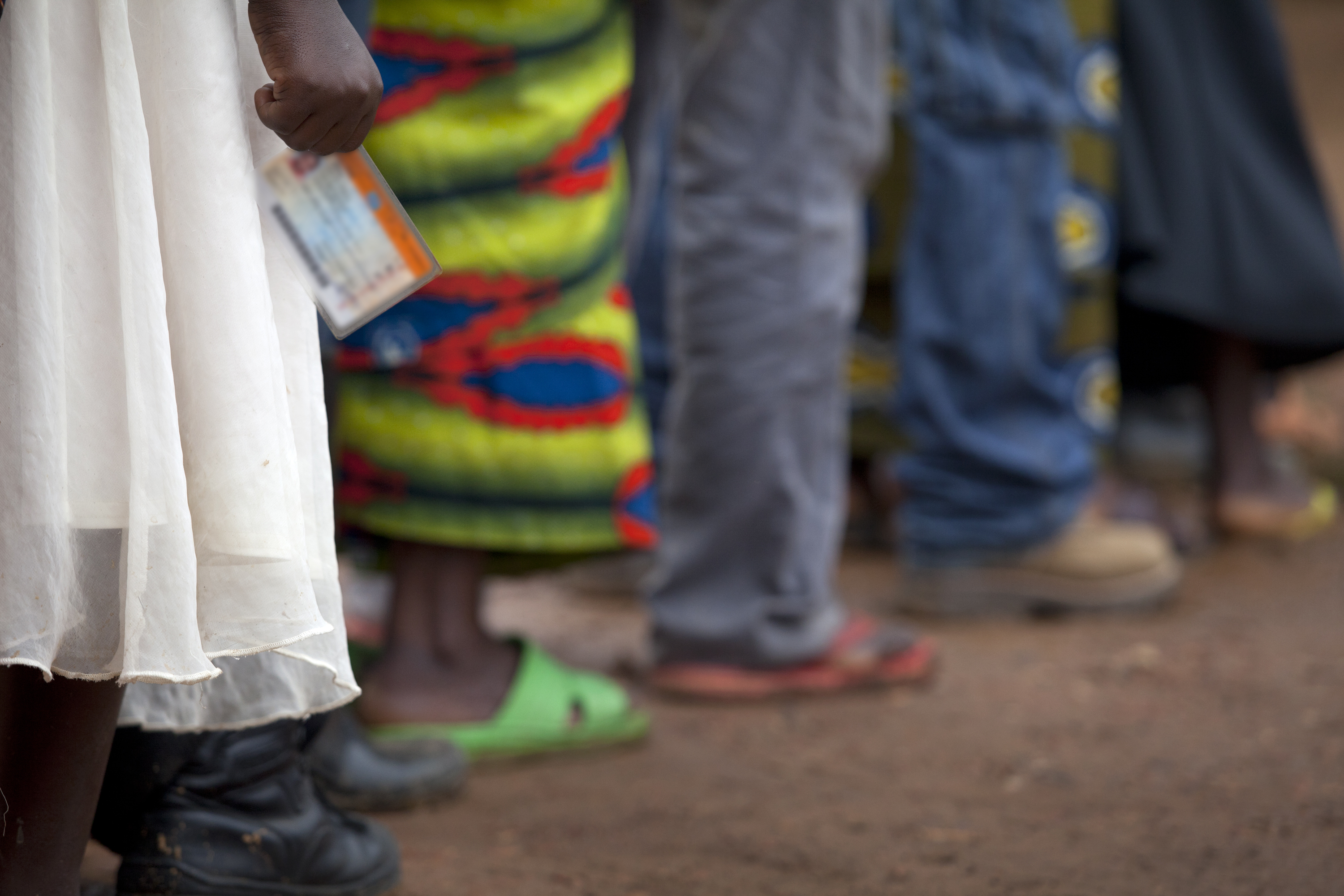
Femme munie de sa carte d'électeur
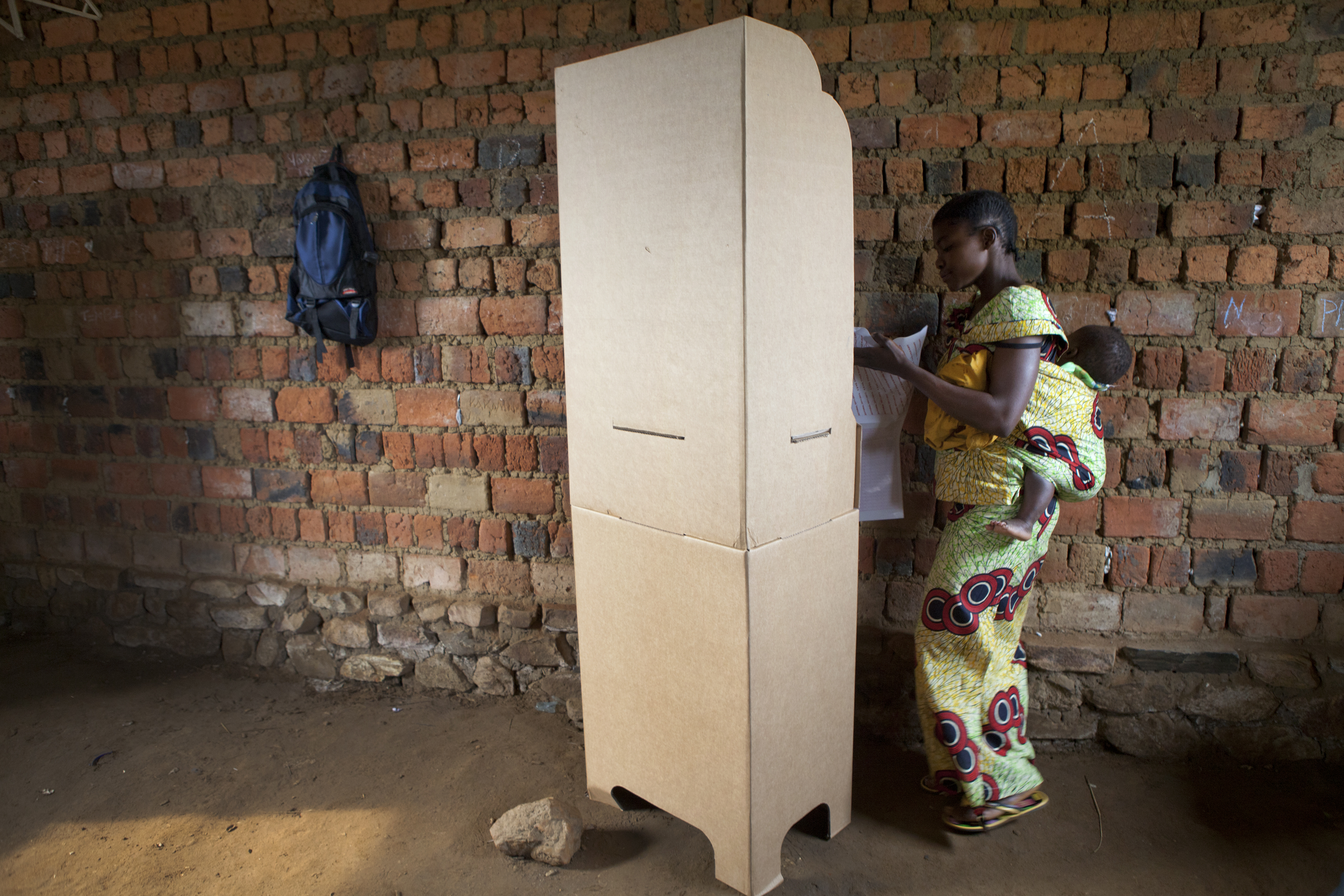
Isoloir dans un bureau de campagne
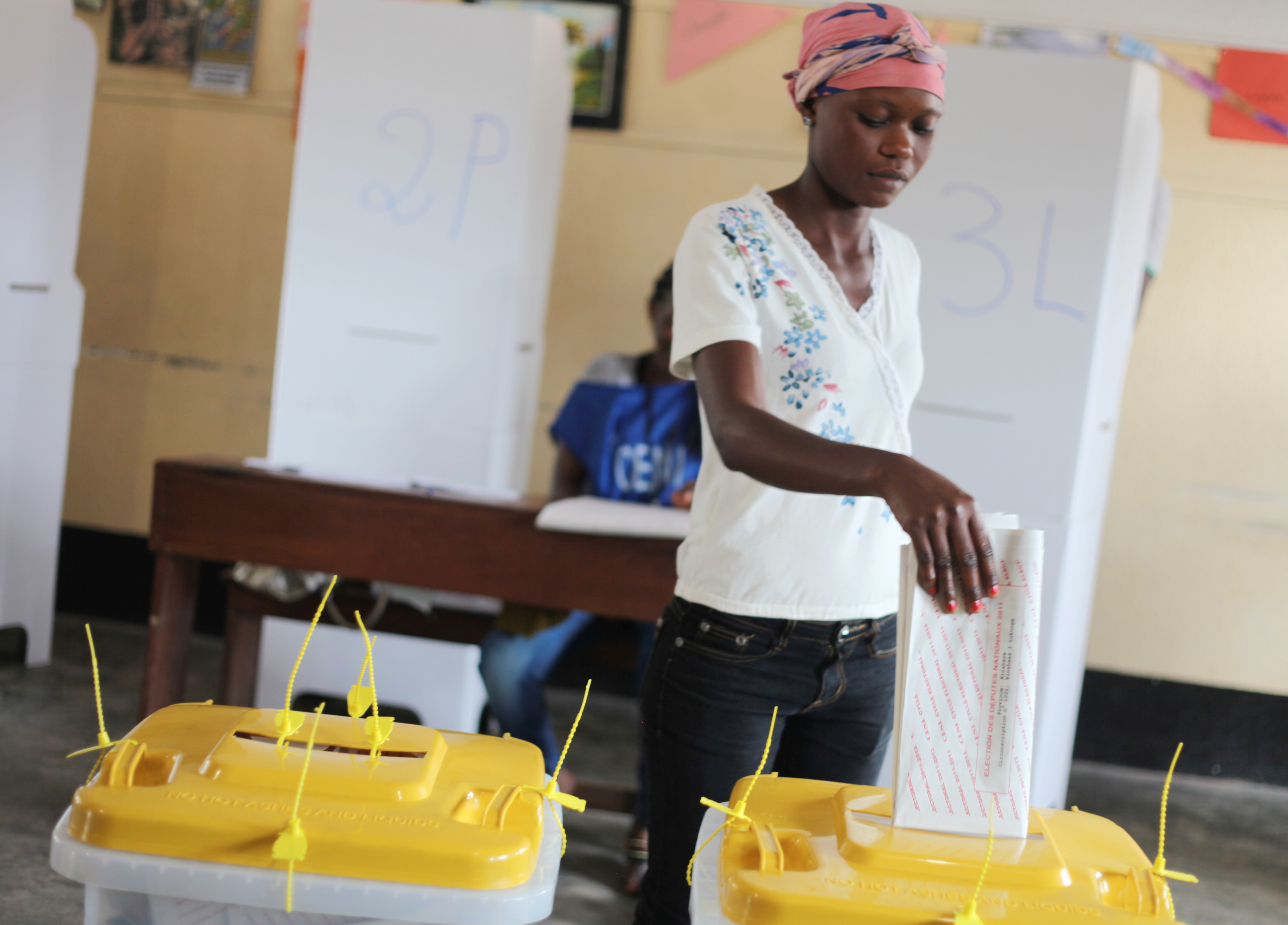
Congolaise en train de voter
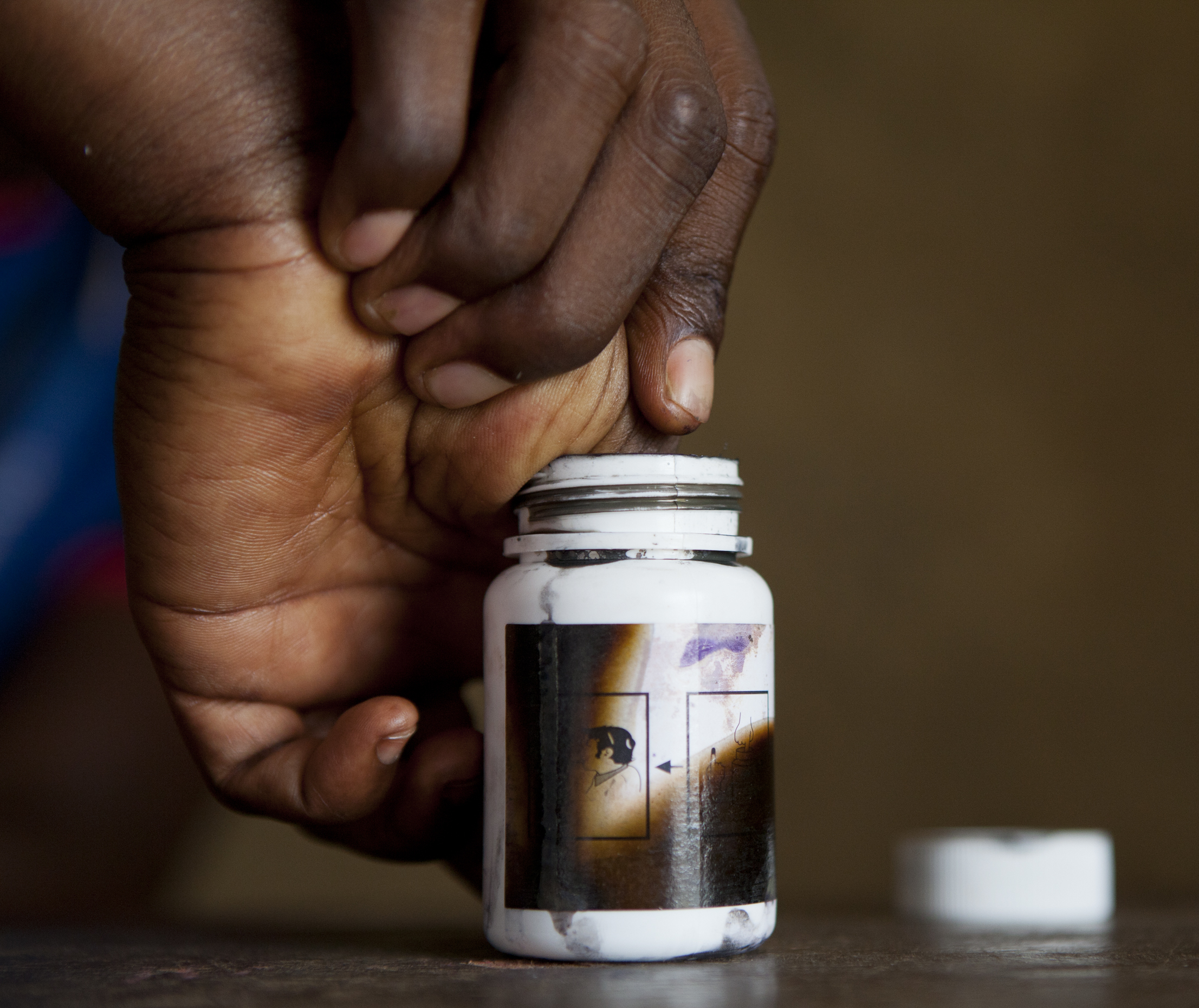
Marquage à l'encre d'un électeur
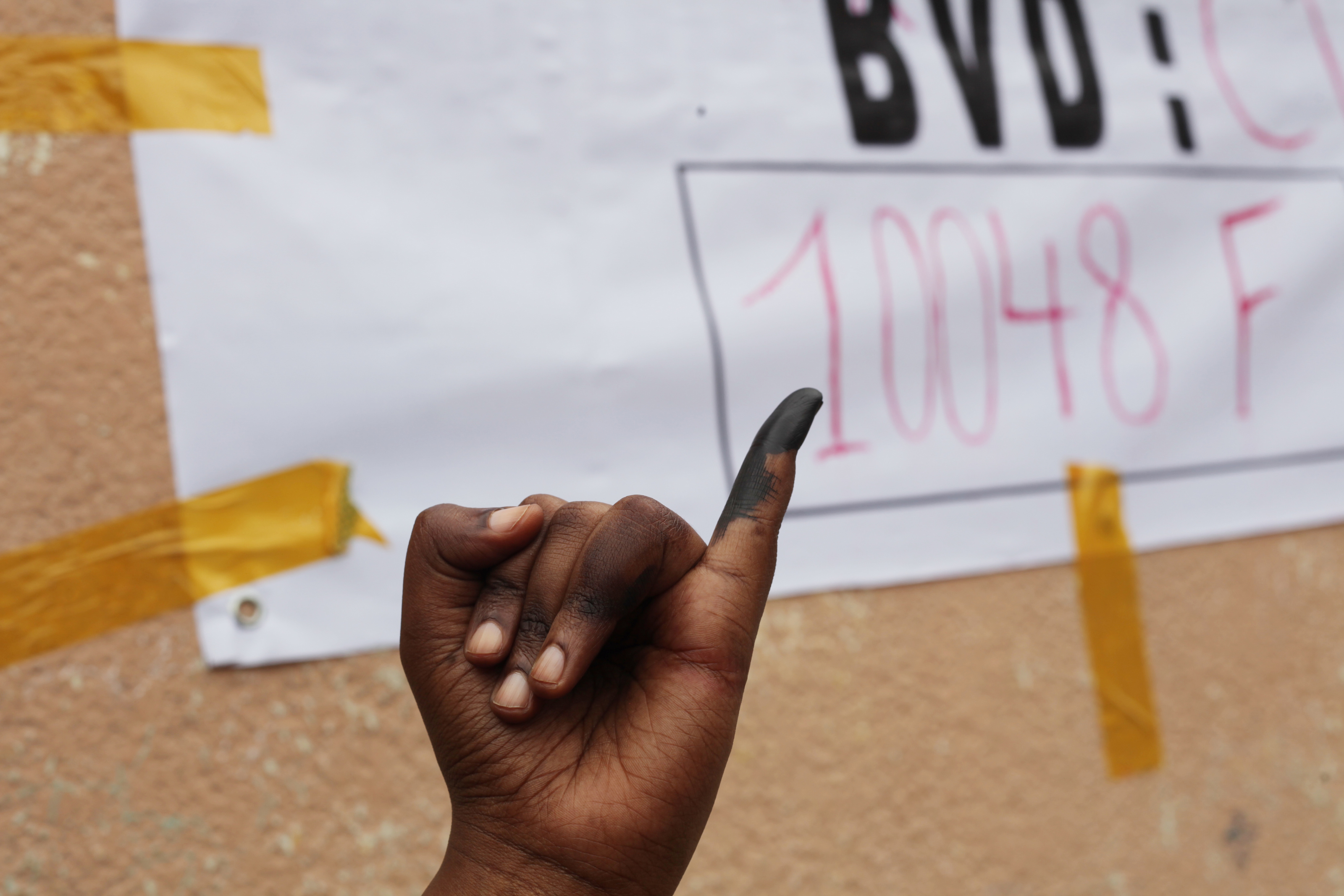
Doigt encré d'un électeur ayant voté
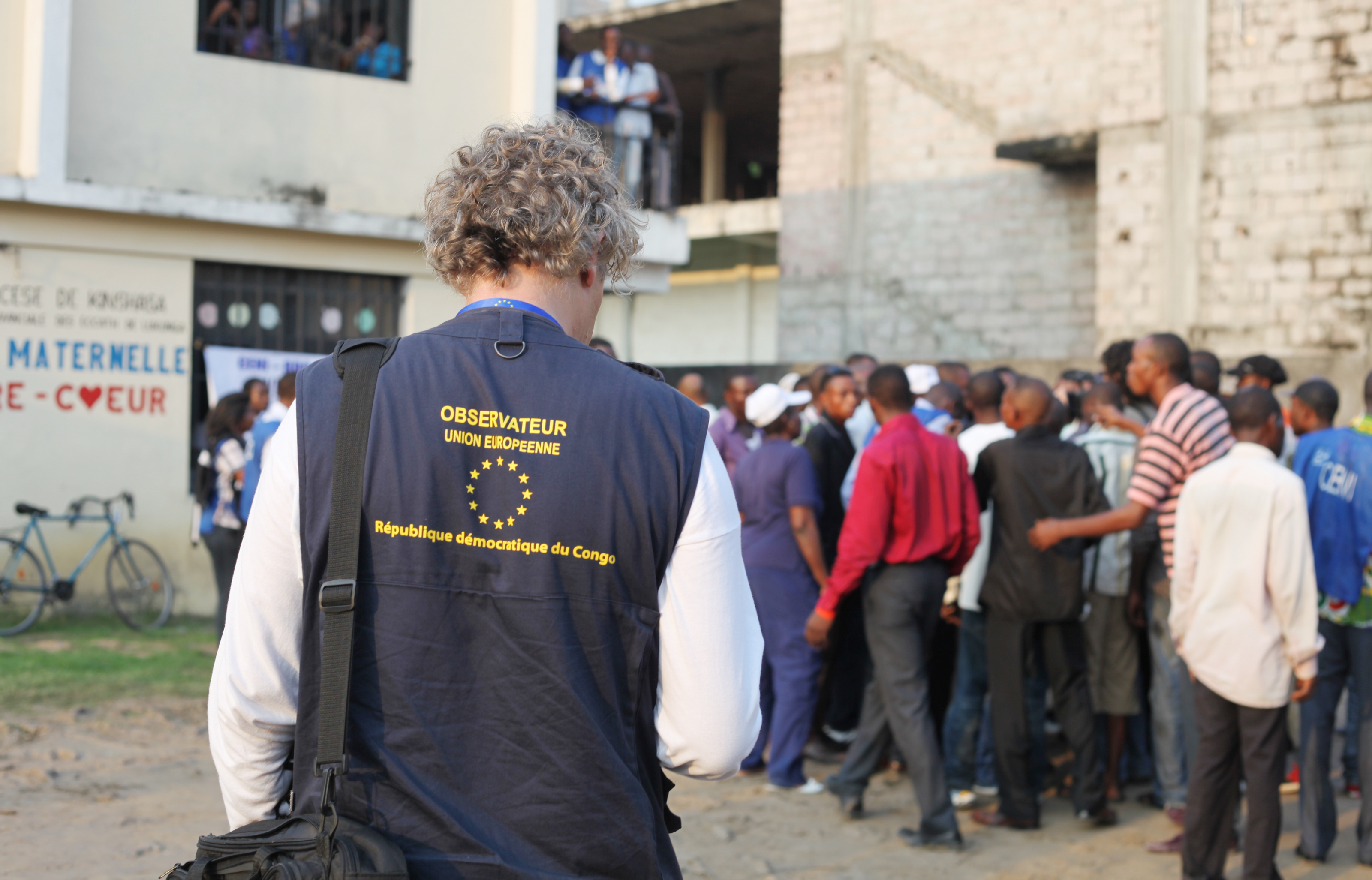
Observateur de l'Union Européenne
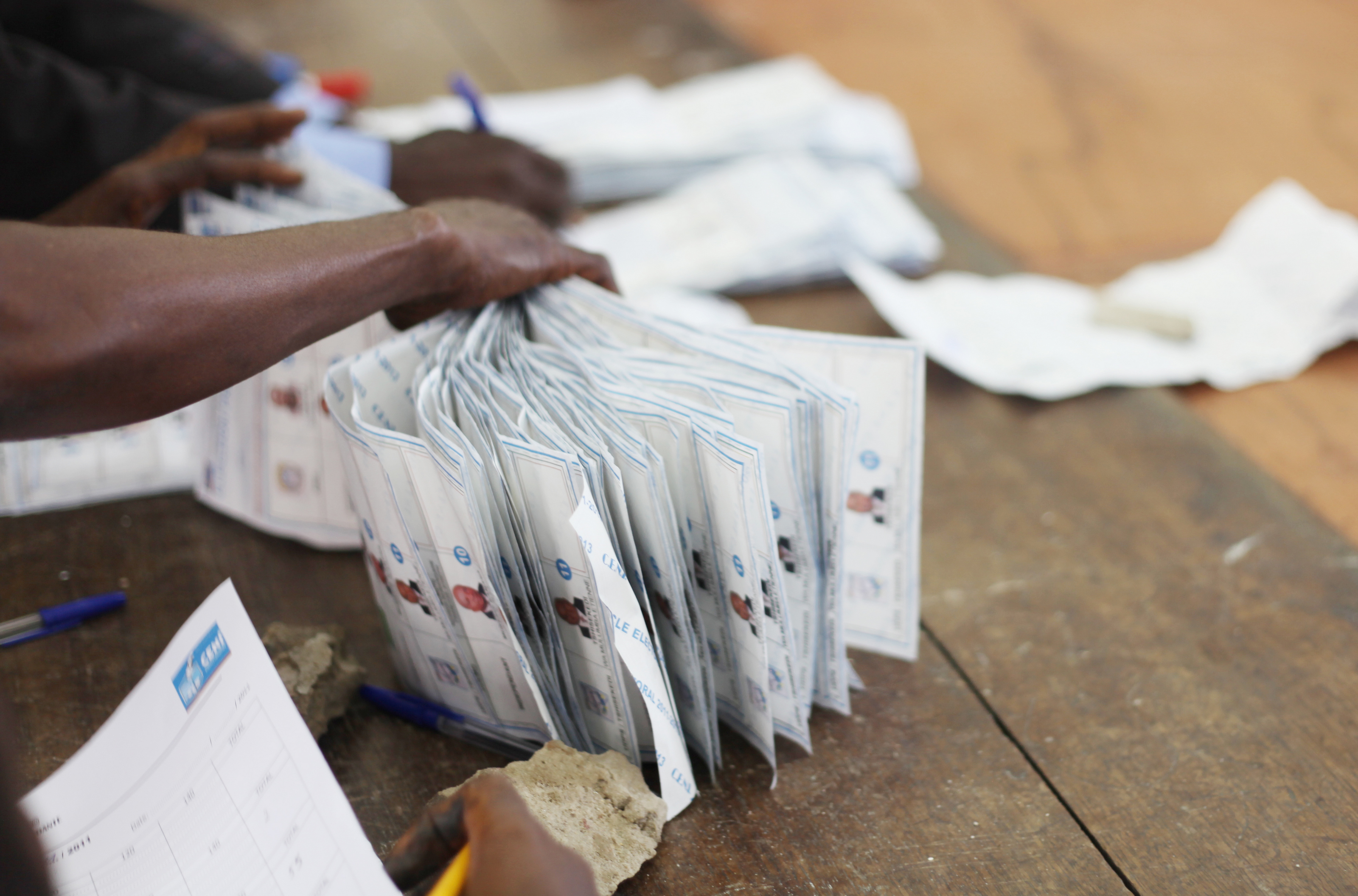
Dépouillement des bulletins de vote

## Publication des résultats

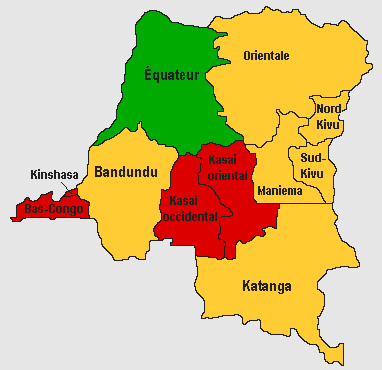
Candidats arrivés en tête selon les provinces de la république démocratique du Congo (provisoire au 9 décembre 2011) :
Joseph Kabila
Étienne Tshisekedi
Léon Kengo

La publication des résultats provisoires de l'élection présidentielle était prévue le mardi 6 décembre 2011. Mais pour des raisons de logistique, l'annonce de ces résultats a été reportée plusieurs fois. Aussi, au cours de la semaine qui suivit le vote, la CENI a publié des résultats partiels, au fur et à mesure de leur compilation. C'est le vendredi 9 décembre, dans l'après-midi, que la CENI a annoncé les résultats provisoires de l'élection présidentielle 2011, proclamant Joseph Kabila Kabange vainqueur.
Ces résultats ont été rejetés par l'opposition. Étienne Tshisekedi wa Mulumba arrivé second, a contesté ce résultat et s'est auto-proclamé président élu. Aussi, il a refusé de saisir la Cour suprême de Justice, en considérant qu'elle était trop proche du candidat Kabila. Mais le 12 décembre, Vital Kamerhe dépose un recours en annulation auprès de la Cour suprême de Justice (CSJ). L'audience de la CSJ du 15 décembre est rendue publique, contrairement au huis clos qui était prévu, mais les débats tournèrent autour de questions de procédure, empêchant les plaignants de présenter leurs preuves. Ces derniers refusèrent alors « d’assister à une parodie de justice ».
Le soir du 16 décembre 2011, en avance sur le calendrier prévu et en toute discrétion, la CSJ rejeta la demande d'annulation du scrutin et proclama officiellement Joseph Kabila Kabange élu président de la république démocratique du Congo. Plus tôt dans la journée, les chefs d'État de la région des Grands Lacs réunis en sommet a Kampala (Ouganda), avaient reconnu l'élection de Joseph Kabila. De son côté, si la communauté internationale reconnaissait qu'il y avait eu certaines irrégularités dans ce scrutin présidentiel, il n'apparaissait pas certain que ces irrégularités aient changé l'ordre des résultats.
Quant aux résultats des élections législatives, ils seront publiés le 13 janvier 2012.

## Résultats
| Candidat                  | Candidat                  | Parti                                                               | Voix       | %     |
| ------------------------- | ------------------------- | ------------------------------------------------------------------- | ---------- | ----- |
|                           | Joseph Kabila             | Indépendant-Parti du peuple pour la reconstruction et la démocratie | 8 880 944  | 48,95 |
|                           | Étienne Tshisekedi        | Union pour la démocratie et le progrès social                       | 5 864 775  | 32,33 |
|                           | Vital Kamerhe             | Union pour la nation congolaise                                     | 1 403 372  | 7,74  |
|                           | Léon Kengo                | Union des forces pour le changement                                 | 898 362    | 4,95  |
|                           | Antipas Mbusa             | Indépendant                                                         | 311 787    | 1,72  |
|                           | Mobutu Nzanga             | Union des démocrates mobutistes                                     | 285 273    | 1,57  |
|                           | Jean Andeka               | Alliance des nationalistes croyants congolais                       | 128 820    | 0,71  |
|                           | Adam Bombole Intole       | Indépendant                                                         | 126 623    | 0,70  |
|                           | Francois Kakese           | Union pour le réveil et le développement du Congo                   | 92 737     | 0,51  |
|                           | Josue Mukendi             | Indépendant                                                         | 78 151     | 0,43  |
|                           | Oscar Kashala             | Union pour la reconstruction du Congo                               | 72 260     | 0,40  |
|                           |                           |                                                                     |            |       |
| Votes valides             | Votes valides             | Votes valides                                                       | 18 143 104 | 93,94 |
| Votes blancs ou invalides | Votes blancs ou invalides | Votes blancs ou invalides                                           | 770 987    | 4,06  |
| Total                     | Total                     | Total                                                               | 18 914 091 | 100   |
| Abstention                | Abstention                | Abstention                                                          | 13 110 549 | 41,18 |
| Inscrits/Participation    | Inscrits/Participation    | Inscrits/Participation                                              | 32 024 640 | 58,81 |

## Résultats par provinces
| Provinces  | Inscrits   | Votants    | Partici- pation | Blancs et nuls | Exprimés   | Kabila    | Tshisekedi | Kamerhe   | Kengo   |  |
| ---------- | ---------- | ---------- | --------------- | -------------- | ---------- | --------- | ---------- | --------- | ------- |  |
| Provinces  | Inscrits   | Votants    | Partici- pation | Blancs et nuls | Exprimés   |           |            |           |         |  |
| Bandundu   | 3 553 322  | 2 012 832  | 56,51 %         | 78 634         | 1 934 198  | 1 419 619 | 378 182    | 32 251    | 26 119  |  |
| Bas-Congo  | 1 502 939  | 883 185    | 58,64 %         | 37 096         | 846 089    | 168 000   | 626 482    | 13 404    | 4 490   |  |
| Équateur   | 3 960 643  | 2 015 754  | 50,82 %         | 79 821         | 1 935 933  | 238 169   | 654 425    | 73 311    | 772 202 |  |
| Kasaï-Occ. | 2 661 245  | 1 412 044  | 50,66 %         | 55 546         | 1 356 498  | 295 477   | 1 026 528  | 4 004     | 2 812   |  |
| Kasaï-Or.  | 2 643 905  | 1 432 345  | 54,18 %         | 45 915         | 1 386 430  | 366 380   | 976 145    | 5 337     | 3 392   |  |
| Katanga    | 4 627 302  | 3 224 483  | 69,68 %         | 86 531         | 3 137 952  | 2 823 234 | 221 922    | 34 297    | 4 514   |  |
| Kinshasa   | 3 287 745  | 1 868 549  | 56,75 %         | 55 140         | 1 813 409  | 544 529   | 1 162 183  | 67 288    | 13 023  |  |
| Maniema    | 874 809    | 525 044    | 59,88 %         | 24 901         | 500 143    | 433 482   | 14 548     | 36 308    | 1 063   |  |
| Nord-Kivu  | 3 003 246  | 1 913 685  | 63,72 %         | 76 961         | 1 836 724  | 712 317   | 389 350    | 423 376   | 8 632   |  |
| Orientale  | 3 886 524  | 2 223 460  | 57,17 %         | 168 313        | 2 055 147  | 1 279 912 | 282 184    | 155 232   | 58 311  |  |
| Sud-Kivu   | 2 022 960  | 1 402 710  | 69,32 %         | 62 129         | 1 340 581  | 599 825   | 132 826    | 558 564   | 3 804   |  |
|            |            |            |                 |                |            |           |            |           |         |  |
| Total      | 32 024 640 | 18 914 091 | 58,81 %         | 770 987        | 18 143 104 | 8 880 944 | 5 864 775  | 1 403 372 | 898 362 |  |